# Friedrich Volz
Friedrich Volz (* 27. April 1944 in Metzingen; † 16. Mai 1988 in Grafenberg) war ein deutscher Politiker der CDU.

## Leben und Politik
Nach der Mittleren Reife absolvierte Volz Ausbildung und Studium zum gehobenen Verwaltungsdienst. Zwischen 1968 und 1979 war er Pressesprecher im Finanzministerium von Baden-Württemberg.
Anfang der 1970er Jahre war Volz Landesvorsitzender der Jungen Union. Ab 1980 war er Geschäftsführer des Bezirksverbands Nordwürttemberg der CDU. Bei der Landtagswahl 1980 wurde Friedrich Volz erstmals in den Landtag von Baden-Württemberg gewählt, 1984 und 1988 folgte jeweils die Wiederwahl. Am 16. Mai 1988 starb er noch vor der konstituierenden Sitzung des Landtages, für ihn zog seine Ersatzbewerberin Annemarie Hanke in den Landtag ein. Volz vertrat über das Direktmandat den Landtagswahlkreis Nürtingen. Zwar wohnte Volz im Landkreis Reutlingen, sein Wohnort Grafenberg gehörte jedoch vor 1973 zum damaligen Landkreis Nürtingen, so dass Volz sein politisches Wirken auch nach der Kreisgebietsreform in Nordwürttemberg fortsetzte.
Friedrich Volz war evangelischer Konfession. Er war verheiratet und hatte zwei Kinder.